# 英國的索菲亞公主
英國的索菲亞公主（英語：Princess Sophia of the United Kingdom，1777年11月3日—1848年5月27日），英國國王喬治三世的第五女。
由於喬治三世執著於要讓女兒們陪在自己身邊，索菲亞和其他姐妹們的婚事一直沒有被提出來深入討論。當時民間甚至有索菲亞與哥哥坎伯蘭公爵亂倫的流言，但並沒有證據能證明。另一方面，索菲亞也被懷疑是英國陸軍軍官托馬斯·加爾斯的私生子的生母。